# Knowsley
Knowsley egy metropolitan övezet Merseyside-ban, Angliában. Nevét Knowsley faluból kapta, bár székhelye Huytonban található. A szélesebb Liverpool City régió része.
Ez magában foglalja Kirkby, Prescot, Huyton, Whiston, Halewood, Cronton és Stockbridge Village városait és kerületeit; Kirkby, Huyton és Prescot a fő kereskedelmi központok. 
A városrész 1974. április 1-jén alakult a Huyton-Roby Urban District, a Kirkby Urban District és a Prescot Urban District egyesülésével, valamint a Whiston Rural District és a West Lancashire Rural District egy kis részével, mind a Lancashire közigazgatási megyéből. .